# 东塔亚拉普
东塔亚拉普（Taiarapu-Est）是法国海外集体法屬玻里尼西亞向风群岛行政区的一个市镇，位于大溪地島，领土涵盖塔亚拉普半岛北半部及梅海蒂亚岛。

## 地理
东塔亚拉普（17°43'54"S, 149°18'12"W）面积216 平方千米，位于法国海外集体法屬玻里尼西亞向风群岛的大溪地島，涵盖塔亚拉普半岛北半部。
与东塔亚拉普接壤的市镇包括：泰瓦伊乌塔、希蒂阿奥泰拉、西塔亚拉普。

## 行政
东塔亚拉普的邮政编码为98722、98721、98719、98720，INSEE市镇编码为98747。

## 政治
东塔亚拉普的现任市长为安东尼·雅梅（Anthony Jamet）先生，任期为2020-2026年。

## 人口
东塔亚拉普于2022年时的人口数量为13,602人。